# Callicebus aureipalatii
Callicebus aureipalatii là một loài động vật có vú trong họ Pitheciidae. Đây là loài khỉ Tân thế Giới khám phá ở phía tây công viên quốc gia Madidi, Bolivia năm 2004.